# Pasta e fagioli

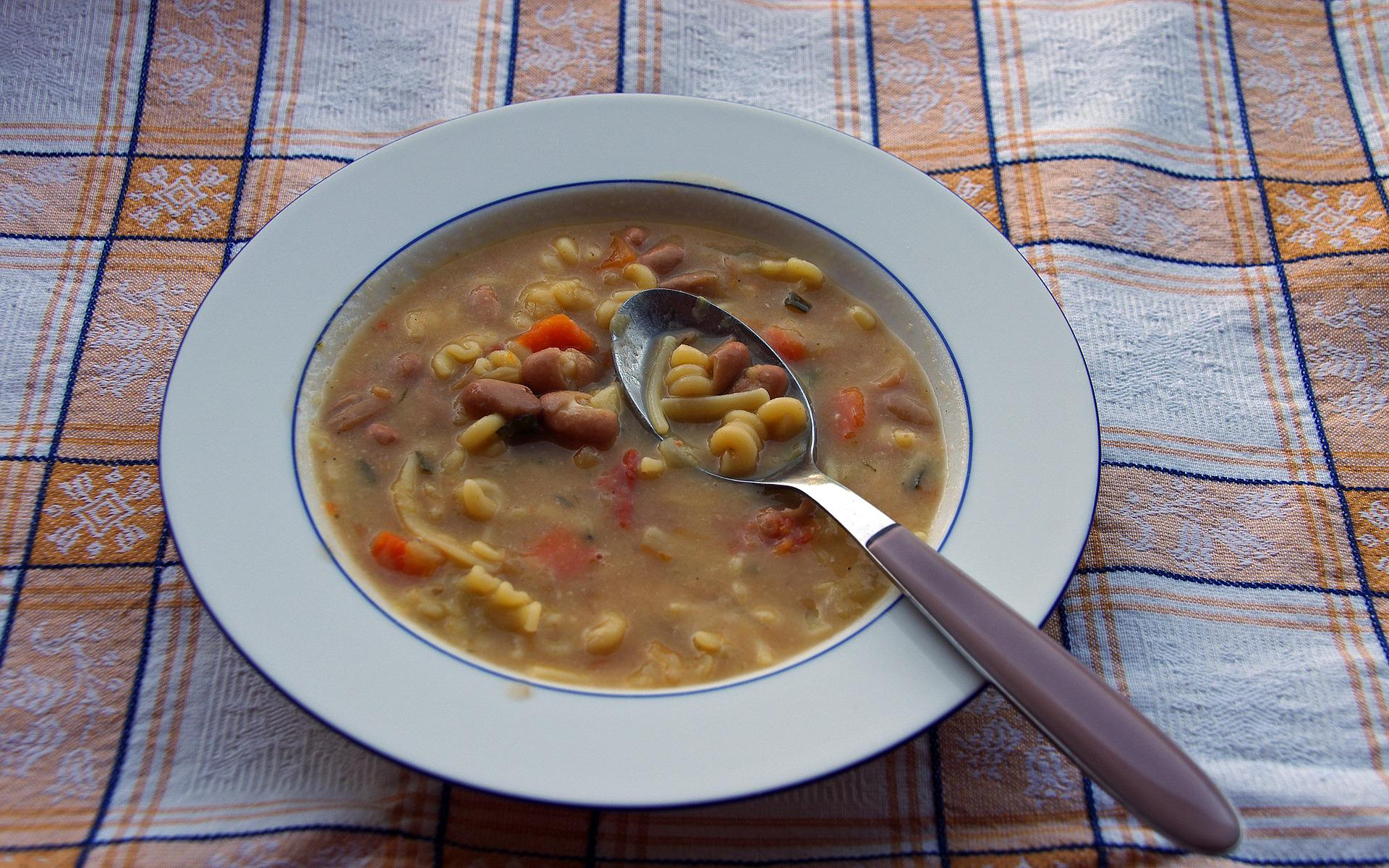
Pasta e fagioli

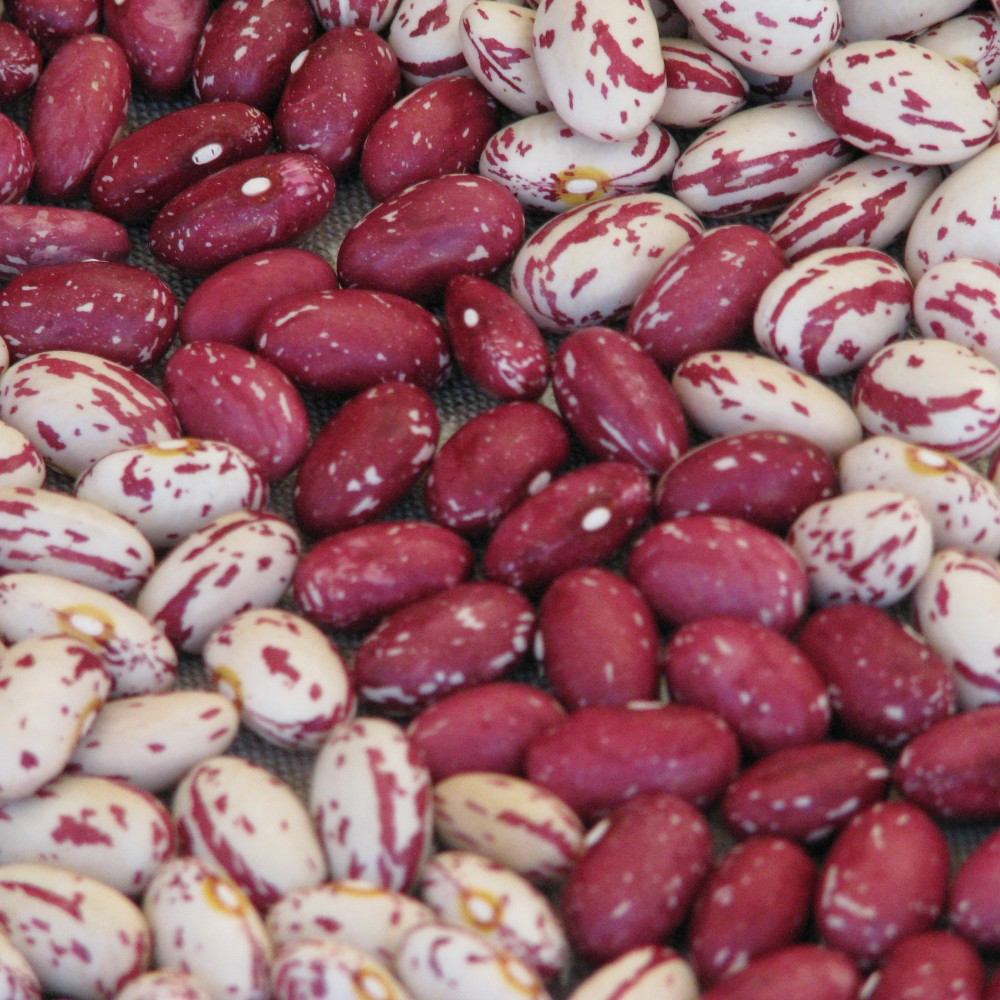
Lamonbohnen

Pasta e fagioli (italienisch für „Nudeln und Bohnen“) ist ein Klassiker der italienischen Küche.

## Zubereitung
Traditionell verwendet man kurze Eiernudeln und Lamonbohnen aus Belluno, das sind große rot gesprenkelte Bohnen, die der Humanist Valeriano 1532 in der norditalienischen Küche eingeführt hatte, speziell für pasta e fagioli. Die Sorte Fagiolo di Lamon della Vallata Bellunese ist eine geschützte geografische Angabe. Es handelt sich um die Varietät Borlotto (Wachtelbohne) mit den Ökotypen Spagnolit, Spagnolo (oder Ballotton), Calonega und  Canalino.
Die eingeweichten Bohnen werden mit Schinken, einem fleischigen Schinkenknochen, Speckschwarte, Schweinefüße oder gehacktem Lardo sowie einem Soffritto aus Zwiebeln, Knoblauch, Sellerie, Lorbeerblättern und Petersilie gekocht. Gegen Ende der Garzeit wird ein Teil der Bohnen zerkleinert, um den Sud zu verdicken, dann die Nudeln hinzugefügt.

## Rezeption
In der italienisch-amerikanischen Umgangssprache heißt die dickliche Suppe Pasta fazool, was seit 1940 schriftlich nachgewiesen werden kann. Es ist die italienisch-amerikanische Verballhornung der eigentlichen Schreibweise im süditalienischen Dialekt „Pasta e fasul“ (Nudeln mit Bohnen).  1953 besang Dean Martin die „Pasta e fagioli“ in dem Song That’s Amore mit dem Satz „When the stars make you drool just like pasta fazool, that's amore“ (Wenn dich die Sterne genauso zum Sabbern bringen wie Pasta Fazool, dann ist das Liebe).